# 拉洛贾
拉洛贾（義大利語：La Loggia），是意大利都灵省的一个市镇。总面积12平方公里，人口8123人，人口密度676.9人/平方公里（2009年）。ISTAT代码为001127。